# John Rhys-Davies
John Rhys-Davies, född 5 maj 1944 i Salisbury i Wiltshire, är en brittisk (walesisk) skådespelare.
Rhys-Davies föddes i Salisbury i England, men växte upp i Ammanford i Carmarthenshire i Wales.
Rhys-Davies är förmodligen mest känd för rollerna som Sallah i filmerna om Indiana Jones och Gimli i Sagan om ringen-filmerna där han även gör rösten åt Lavskägge. Han är även minnesvärd som riddaren Reginald Front-de-Boeuf i den brittiska TV-filmen Ivanhoe, som Sammy Mutterperl i Krig och hågkomst och som Leonid Pushkin i bondfilmen Iskallt uppdrag av John Glen.
Han har dessutom gästspelat som Leonardo da Vinci i Star Trek: Voyager-avsnitten Scorpion del I och Concerning Flight samt som Horace/Panis Rahl i Legend of the Seeker. På 1980-talet gjorde han rollen som Rikard Lejonhjärta i avsnittet A King's Fool i TV-serien Robin av Sherwood. 

## Filmografi (i urval)
- 1976 – Jag, Claudius (TV-serie)
- 1980 – Shōgun (TV-serie)
- 1981 – Jakten på den försvunna skatten
- 1982 – Ivanhoe
- 1982 – Victor/Victoria
- 1984 – Robin av Sherwood
- 1985 – Kung Salomos sk(r)att
- 1987 – Iskallt uppdrag
- 1988 – Krig och hågkomst (TV-serie)
- 1989 – Indiana Jones och det sista korståget
- 1991 – Röster från andra sidan graven (TV-serie)
- 1995 – Katharina den stora (TV-film)
- 1996 – Aladdin och rövarnas konung (röst)
- 1997 – Katter dansar inte (röst)
- 1997 – Star Trek: Voyager (TV-serie)
- 1997 – Au Pair
- 2001 – Sagan om ringen
- 2002 – Sagan om de två tornen
- 2003 – Sagan om konungens återkomst
- 2003 – Djungelboken 2 (röst)
- 2003 – Medallion
- 2004 – En prinsessas dagbok 2
- 2007 – In the Name of the King: A Dungeon Siege Tale
- 2010 – Legend of the Seeker (TV-serie)
- 2012 – Psych (TV-serie)
- 2014 – Profeten (röst)
- 2014 – Once Upon a Time (TV-serie) (röst)
- 2016 – The Shannara Chronicles (TV-serie)
- 2016 – Lejonvakten (TV-serie) (röst)
- 2018 – Aquaman
- 2023 – Indiana Jones and the Dial of Destiny